# Дреньовець (потік)
Дреньовець (словац. Drieňovec) — річка; притока  каналу Вельке Ревіштья-Бежовце, протікає в окрузі Собранці.
Довжина приблизно 5,0-5,5 км. Витік знаходиться в масиві Східнословацька низовина (геоморфологічна підодиниця Собранецька рівнина) — на висоті приблизно 167 метрів.
Протікає територією сіл Ясенов; Русковце; Убреж і Вельке Ревіштья. Впадає в канал Вельке Ревіштья-Бежовце на висоті 112 метрів.